# Jaap Seidell
Jaap Seidell (Weert, 1957) is een Nederlandse voedingswetenschapper, auteur en hoogleraar aan de Vrije Universiteit Amsterdam, waar hij de afdeling Voeding en Gezondheid leidt. Zijn onderzoek richt zich op voeding, leefstijl en obesitas, met een speciale focus op preventie en interventiestrategieën voor een gezondere samenleving.

## Carrière
Prof. dr. ir. Jaap Seidell behaalde zijn diploma in Humane Voeding aan de Wageningen Universiteit. Hij heeft een uitgebreide onderzoekservaring opgedaan in zowel nationale als internationale contexten.
Hij adviseert diverse nationale en internationale wetenschappelijke organisaties, zoals de World Health Organisation (WHO), en is lid van de KNAW. Samen met Jutka Halberstadt heeft hij verschillende boeken geschreven, waaronder 'Tegenwicht' (2011), 'Het voedsellabyrint' (2014), 'Jongleren met voeding' (2018) en 'Andere kost' (2021). Ze publiceren ook regelmatig in kranten zoals 'Het Parool', waarbij ze ingaan op voeding, gedrag en gezondheid.

## Invloed en erkenning
Seidell staat bekend om zijn vermogen om complexe wetenschappelijke inzichten over voeding en gezondheid begrijpelijk en toegankelijk te maken voor het grote publiek. Hij is regelmatig te gast in Nederlandse media, zoals kranten, televisieprogramma's en radio-uitzendingen, om te spreken over onderwerpen als obesitas, gezonde voeding en leefstijlinterventies.